# Copa do Paraguai de Futebol
A Copa do Paraguai de Futebol, também conhecida como Copa Paraguay, é uma competição nacional de futebol do Paraguai. O torneio, criado em 2018, é organizado pela Associação Paraguaia de Futebol (em castelhano: Asociación Paraguaya de Fútbol, APF) em conjunto com a Unión del Fútbol del Interior (UFI) e conta com a participação dos clubes da primeira, segunda, terceira e quarta divisão do futebol paraguaio, além dos clubes oriundos das ligas departamentais (clubes fora de Assunção). O campeão, além do título, também fatura uma vaga na Copa Sul-Americana do ano seguinte à conquista.

## História
Como antecedente direto da Copa Paraguay temos o extinto Torneo República, um campeonato disputado entre clubes da Primera División e representações do interior do país, de maneira descontinuada entre os anos de 1976 e 1995.
O projeto para realização da primeira edição da competição foi apresentado oficialmente em dezembro de 2017 e aprovado em sessão ordinária do Comitê Executivo da APF em 20 de fevereiro de 2018.

## Regulamento

### Atual temporada (2019–)
A Copa Paraguay conta com um regulamento simples: todas as fases ocorreram no sistema "mata-mata"; as equipes se enfrentaram em apenas um jogo, quem ganhou avançou de fase, e no caso de empate, a decisão da vaga foi para os pênaltis. O campeão tem uma vaga garantida na Copa Sul-Americana, caso o campeão tenha vaga na Taça Libertadores a vaga é dada ao vice-campeão e assim em diante.

## Campeões
| Ano           | Campeão                                 | Placar                                  | Vice-campeão                            | Terceiro lugar                          | Placar                                  | Quarto lugar                            |
| ------------- | --------------------------------------- | --------------------------------------- | --------------------------------------- | --------------------------------------- | --------------------------------------- | --------------------------------------- |
| 2018 Detalhes | Guaraní                                 | 2 – 2 (5–3 p)                           | Olimpia                                 | Sportivo Luqueño                        | 2 – 0                                   | Resistencia                             |
| 2019 Detalhes | Libertad                                | 3 – 0                                   | Guaraní                                 | Deportivo Capiatá                       | 0 – 0 (6–5 p)                           | Sol de América                          |
| 2020          | Cancelado devido à Pandemia de COVID-19 | Cancelado devido à Pandemia de COVID-19 | Cancelado devido à Pandemia de COVID-19 | Cancelado devido à Pandemia de COVID-19 | Cancelado devido à Pandemia de COVID-19 | Cancelado devido à Pandemia de COVID-19 |
| 2021 Detalhes | Olimpia                                 | 2 – 2 (3–1 p)                           | Sol de América                          | Libertad                                | 2 – 0                                   | Tembetary                               |
| 2022 Detalhes | Sportivo Ameliano                       | 1 – 1 (4–3 p)                           | Nacional                                | Guaraní                                 | 3 – 2                                   | Tembetary                               |
| 2023 Detalhes | Libertad                                | 1 – 1 (4–1 p)                           | Sportivo Trinidense                     | Nacional                                | 1 – 1 (7–6 p)                           | Guaraní                                 |
| 2024 Detalhes | Libertad                                | 1–0                                     | Nacional                                | Sportivo Luqueño                        | 1 – 1 (5–4 p)                           | Guaraní                                 |

### Títulos por clube
| Clube               | Títulos               | Vices           | 3º lugar        | 4º lugar        |
| ------------------- | --------------------- | --------------- | --------------- | --------------- |
| Libertad            | 3 (2019, 2023 e 2024) | —               | 1 (2021)        | —               |
| Guaraní             | 1 (2018)              | 1 (2019)        | 1 (2022)        | 2 (2023 e 2024) |
| Olimpia             | 1 (2021)              | 1 (2018)        | —               | —               |
| Sportivo Ameliano   | 1 (2022)              | —               | —               | —               |
| Nacional            | —                     | 2 (2022 e 2024) | 1 (2023)        | —               |
| Sol de América      | —                     | 1 (2021)        | —               | 1 (2019)        |
| Sportivo Trinidense | —                     | 1 (2023)        | —               | —               |
| Sportivo Luqueño    | —                     | —               | 2 (2018 e 2024) | —               |
| Deportivo Capiatá   | —                     | —               | 1 (2019)        | —               |
| Atlético Tembetary  | —                     | —               | —               | 2 (2021 e 2022) |
| Resistencia         | —                     | —               | —               | 1 (2018)        |

## Artilharia

### Por edição
| Ano  | Artilheiro       | Clube                | Gols |
| ---- | ---------------- | -------------------- | ---- |
| 2018 | Roque Santa Cruz | Olimpia              | 4    |
| 2018 | Fredy Bareiro    | Sportivo Luqueño     | 4    |
| 2019 | Adrián Martínez  | Libertad             | 7    |
| 2019 | Richard Ortiz    | Sol de América (JMF) | 7    |
| 2021 | César Alonso     | Fernando de la Mora  | 5    |
| 2021 | Derlis González  | Olimpia              | 5    |
| 2021 | Nildo Viera      | Sol de América       | 5    |
| 2022 | Fabio Ozuna      | Nacional (Yby Yaú)   | 5    |